# Dubica Górna
Dubica Górna – wieś w Polsce położona w województwie lubelskim, w powiecie bialskim, w gminie Wisznice.
W latach 1975–1998 miejscowość administracyjnie należała do województwa bialskopodlaskiego. 
Wieś jest sołectwem w gminie Wisznice. Według Narodowego Spisu Powszechnego z roku 2011 wieś liczyła 396 mieszkańców i była piątą co do wielkości miejscowością gminy.
Wierni Kościoła rzymskokatolickiego należą do parafii Przemienienia Pańskiego w Wisznicach.